# Roezajevka
Roezajevka (Russisch: Рузаевка, Moksja: Орозай) is een stad in de Russische autonome republiek Mordovië. De stad ligt 25 km ten zuidwesten van Saransk, op de oevers van de rivier de Insar (stroomgebied van de Soera).
Roezajevka werd gesticht in 1631 als de nederzetting Oerazajevka (Russisch: Уразаевка); vanaf 1783 is het bekend onder de huidige naam. De stad is aangesloten op het spoornet.
| 1939   | 1959   | 1970   | 1979   | 1989   | 2002   | 2010   | 2017   |
| ------ | ------ | ------ | ------ | ------ | ------ | ------ | ------ |
| 17.100 | 24.900 | 41.100 | 48.800 | 51.043 | 49.790 | 47.523 | 45.988 |

## Geschiedenis
De plaats bestond al in 1631; bekend is dat ze toen door tsaar Michael I van Rusland werd geschonken aan Oeraza Tankatsjeev wegens trouwe diensten.
Tataarse prinsen bezaten Roezajevka tot 1715. Het werd hun weer ontnomen omdat ze weigerden het christelijk geloof aan te nemen.
Gedurende 1757-1861 behoorde Roezajevka aan de rijke feodale landeigenarenfamilie Stroejsky. Op de plek waar school nr. 9 staat, bezaten ze een luxueus landhuis. Nikolaj Stroejsky is verbonden met de geschiedenis van Roezajevka. Hij kwam er in 1771 te wonen, 24 jaar oud. Hij vroeg de beroemde architect  V.V. Rastrelli het landhuis en de kerk te ontwerpen. In 1783 richtte hij een drukkerij op, waar boeren van zijn landgoed kwamen te werken. Dezen werden eerst naar Samara en Nizjni Novgorod gestuurd om het vak te leren. Er werden onder andere dichtwerken gedrukt dit Nikolaj zelf schreef. In 1893 werd door Roezajevka een spoorlijn aangelegd. In 1905 werd de plaats een centrum van de revolutionaire beweging, die de opstand van Moskouse werknemers steunde. In december 1905 brak een staking uit onder leiding van Afanasij Bajkoezov, hoofd van het locomotievendepot. De macht in de stad en het spoorwegstation werd overgenomen door de werknemers; deze zogenoemde "Roezajevka republiek" bestond 12 dagen.
Het treinstation van Roezajevka wordt genoemd in een gedicht van de Letse dichter Aleksandrs Čaks Geraakt door de eeuwigheid (Mūžības skartie). 
Symbool van de stad is een locomotief, ter herinnering aan de gebeurtenissen van 1905.

## Economie en verkeer
Roezajevka is na Saransk het grootste industrieel centrum van de republiek. Belangrijke takken van bedrijvigheid zijn: productie van instrumenten en gereedschappen, buizen, spoorwegmaterieel en voedingsmiddelen. 
De stad is een belangrijk overslag- en spoorwegknooppunt naar onder andere Samara, Rjazan en Saransk.